# Alme
La Alme è un fiume della Germania nella regione della Renania Settentrionale-Vestfalia, affluente alla sinistra orografica del fiume Lippe.

## Geografia

### Sorgenti
Le sorgenti dell'Alme si trovano ai margini settentrionali della Briloner Hochfläche. Questa consiste in rocce calcaree fortemente frastagliate con uno spessore da 600 a 1400 m. fuori terra. Il corso d'acqua entra attraverso crepe sciogliendo il calcare, per cui nel sottosuolo dell'altopiano di Brilon sorgono numerose cavità. L'acqua che scorre sotterraneamente raggiunge i livelli più bassi (da 320 a 322 m s.l.m.) ed entra nell'Alme, tornando in superficie, sotto forma di sorgente. L'Alme presenta 104 sorgenti, ciascuna con temperatura dell'acqua diversa dalle altre, che però nel corso degli anni rimangono pressoché costanti. La sorgente più fredda e la Sorgente 1, con una temperatura di 8,5 °C, mentre la più calda è la n. 104 con una temperatura di 11,3 °C. La portata totale di tutte le sorgenti varia dai 300 ai 1370 l/s, mentre quella media è di circa 800 l/s. (0,8 m³/s)

### Corso
L'Alme sgorga nello Hochsauerlandkreis, a nord delle Alture di Brilon. Dalla sua sorgente carsica, ad un laghetto con un diametro di circa 30 m ed una gettata media di 400 l/s al di sopra di Brilon-Alme, l'Alme si dirige verso nord oltre Büren, passano davanti a Wewelsburg, verso Borchen. Dopo pochi chilometri ancora verso nord sfocia nella Lippe, presso Paderborn-Castello di Neuhaus.
L'Alme, fino al suo sbocco nella Lippe, ha percorso un tratto più lungo di quello percorso dal suo emissario fino in quel punto, ma porta di norma una minor quantità d'acqua.

## Biologia
L'Alme è in gran parte un fiume carsico, con acque alcaline, ricche di piccoli organismi viventi, che occupano il livello più basso nella catena alimentare fornendo il nutrimento a trote fario, trote salmonate, temoli, cavedani, gardon, tinche, anguille, sanguinerole, spinarelli, cobiti, gobioni, scazzone e pesci-gatto.
Tutti questi pesci vi sono presenti e le trote fario vengono immesse regolarmente e supplementarmente nel fiume come avannotti, per una disposizione di legge per la creazione di scorte vive.
Le rive sono in gran parte piantumate con salici, che rafforzano le medesime e offrono protezione agli uccelli.
La valle dell'Alme, come Wälder und Quellen des Almetals (Boschi e sorgenti della valle dell'Alme) è una zona protetta secondo la Direttiva dell'Unione Europea n. 92/43/EWG, per un'estensione di 473 ettari, ed un tratto lungo circa 3 km della valle nella parte superiore del corso del fiume fra le località di Niederalme, presso Brilon, e il complesso residenziale Multhäupter Hammer presso Büren è anch'esso zona naturale protetta come valle dell'Alme, per un'estensione di 41,5 ha.
La portata media dell'Alme è di circa 4,6 m³/s. Nei mesi estivi, a causa dell'effetto carsico nel tratto di fiume fra Büren-Ahden und Borchen (Altenau-Einmündung), può talvolta andare in secca. In questo caso l'Alme a Niederntudorf (un sobborgo di Salzkotten) va in secca se la portata a Büren e Weine discende al di sotto di 1,5 m³/s. La portata media sotterranea nei periodi di secca diviene di soli 0,3 m³/s. Quando nel 1895 secondo un provvedimento di chiusura dell'inghiottitoio (indicato per l'Alme in generale come Schwalglöcher) nei pressi della località Geseke una delle sorgenti diede visibilmente segni di una riduzione consistente della sua portata d'acqua, fu stabilito mediante ricerca con sostanze colorate, che al di sopra di Brenken l'acqua inabissata tornava in superficie a Geseke, mentre l'inghiottitoio a sud di Brenken era collegato con la sorgente del fiume Heder a circa 8 km a nord di Salzkotten-Upsprunge. Questo risultato è stato confermato nel 2003.

### Affluenti
Gli affluenti principali dell'Alme sono:
- alla destra orografica
  - Nette, che costituisce una parte del confine fra il Distretto governativo di Arnsberg  e quello di Detmold, e così fra il Circondario di Paderborn e quello di Hochsauerland.
  - Afte
  - Altenau
- alla sinistra orografica
  - Gosse
  - Harlebach

## Località attraversate
- Alme, sobborgo di Brilon
- Harth, sobborgo di Ringelstein
- Siddinghausen
- Büren
- Niederntudorf, sobborgo di Salzkotten
- Borchen
- Paderborn

## Storia

### Piena del 1965
Nel luglio del 1965 ebbe luogo un'eccezionale catastrofe idrologica nella valle dell'Alme, che come piena secolare locale entrò nella storia come Heinrichsflut ed il cui livello non fu superato fino al 2007.
Dopo i rovesci piovosi da nubifragio del 15, 16 e 17 luglio le cantine furono allagate. A Wewelsburg, sobborgo di Büren, cadde un ponte e dovettero intervenire i genieri della Bundeswehr. Le strade si trasformarono in corsi d'acqua, i marciapiedi furono inondati, le corse dei treni e quelle degli autobus dovettero essere temporaneamente soppresse. Come conseguenza della piena, che si era estesa anche agli affluenti dell'Alme ed al fiume Lippe, fu fondata l'Unione idrologica della Lippe superiore, con lo scopo di prevenire simili catastrofi mediante realizzazione di bacini di contenimento.

### Piena del 2007

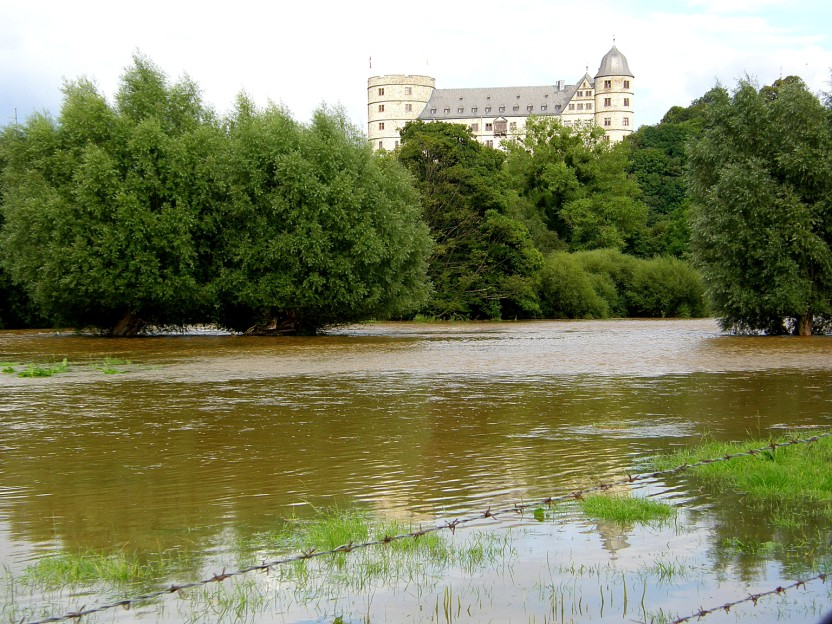
Piena dell'Alme del 22 agosto 2007 sotto Wewelsburg

Il 22 agosto 2007 l'Alme straripò nella zona del distretto di Büren, dopo che in una sola notte, in alcuni punti, erano caduti fino a 700 mm di pioggia. Il livello d'acqua raggiunto a Weine, sobborgo di Büren, superò di 230 mm il record della precedente alluvione del 1965
La larghezza del fiume, in parte 30 m, quasi decuplicò quella normale. In altre località invece il livello delle acque si mantenne al di sotto di quello massimo raggiunto nel 1965. Sebbene la piena, grazie alla misure intraprese dopo quella del 1965, abbia avuto un corso meno drammatico di allora, alcune scuole di Büren dovettero essere precauzionalmente chiuse e la via della stazione ferroviaria fu, a tratti, percorribile solo da mezzi pesanti. Furono impiegati 220 vigili del fuoco della zona e 10 mezzi della THW, la Protezione civile tedesca, alcuni della DLRG (un'organizzazione di soccorso tedesca per eventi di questo tipo), della Croce Rossa tedesca e dell'organizzazione di soccorso dei cavalieri di Malta (Malteser Hilfsdienst), impegnati per pompare l'acqua fuori delle cantine allagate e per proteggere le case site nei punti più bassi, mediante l'uso di sacchi di sabbia.